# Даддарио, Мэттью
Мэ́ттью Куи́нси Дадда́рио (англ. Matthew Quincy Daddario, 1 октября 1987, Нью-Йорк) — американский актёр, известен по роли Алека Лайтвуда в телесериале «Сумеречные охотники».

## Ранняя жизнь и образование
Мэттью Даддарио родился и вырос в Нью-Йорке в семье юристов: мать, Кристина Титус — адвокат; отец, Ричард Даддарио —  федеральный прокурор, бывший глава Контртеррористического отдела департамента полиции Нью-Йорка при администрации мэра Майкла Блумберга. У него есть младшая сестра Кэтрин и старшая сестра Александра, также актриса. Дед Мэттью по отцовской линии Эмилио Куинси Даддарио, представитель Демократической партии в Палате представителей США от штата Коннектикут с 1959 по 1971 год.
У Даддарио есть итальянские, ирландские, словацкие и английские корни. Он ходил в Коллегиальную школу, а в 2010 году окончил Университет Индианы в Блумингтоне, где изучал бизнес. После выпуска из университета начал изучать актёрское мастерство и ходить на прослушивания.

## Личная жизнь
31 декабря 2017 года женился на своей девушке Эстер Ким. В мае 2020 года пара объявила в Instagram, что ждет первого ребёнка. В сентябре 2020 года у пары родилась дочь.

## Фильмография
| Год       |     | Русское название         | Оригинальное название        | Роль          |
| --------- | --- | ------------------------ | ---------------------------- | ------------- |
| 2012      | кор | Дебют                    | The Debut                    | Питер Хамбл   |
| 2013      | ф   | Полной грудью            | Breathe In                   | Аарон         |
| 2013      | ф   | 36 святых                | 36 Saints                    | Себастьян     |
| 2013      | ф   | Отец-молодец             | Delivery Man                 | Ченнинг       |
| 2014      | ф   | Взросление и другая ложь | Growing Up and Other Lies    | Питер         |
| 2014      | ф   | Игра на высоте           | When the Game Stands Tall    | Дэнни Ладусер |
| 2015      | ф   | Те, кого нельзя целовать | Naomi and Ely's No Kiss List | Гэбриел       |
| 2016      | ф   | Лихорадка                | Cabin Fever                  | Джефф         |
| 2016      | кор | Последняя охота          | The Last Hunt                | Мэттьюс       |
| 2016—2019 | с   | Сумеречные охотники      | Shadowhunters                | Алек Лайтвуд  |
| 2021      | ф   | Измена                   | Trust                        | Оуэн          |
| 2021      | с   | Почему женщины убивают   | Why Women Kill               | Скутер        |